# Puellina mikelae
Puellina mikelae är en mossdjursart som beskrevs av Harmelin 2006. Puellina mikelae ingår i släktet Puellina och familjen Cribrilinidae. Inga underarter finns listade i Catalogue of Life.